# 松山村 (岐阜県揖斐郡)
松山村（まつやまむら）は、かつて岐阜県揖斐郡にあった村である。
現在の揖斐郡大野町西部。大野町松山に該当する。

## 歴史
- 1889年（明治22年）7月1日 - 旧来の松山村と志名村が合併し発足。
- 1897年（明治30年）4月1日[3] - 大野郡が揖斐郡と本巣郡に分割。当村は揖斐郡の所属となる。
- 1897年（明治30年）4月1日 - 中之元村、牛洞村、瀬古村と合併し西郡村が発足。同日松山村廃止。

## 学校
- 松山尋常小学校（現・大野町立大野西小学校）